# Hasbro
Hasbro is een Amerikaanse spel- en speelgoedfabrikant. In 2016 was het met een omzet van €4,2 miljard de op drie na grootste speelgoedproducent ter wereld, na LEGO (€5,1 mld), Mattel (€4,9 mld) en Bandai Namco (€4,3 mld). Hasbro is de uitgever van het populairste bordspel ter wereld: Monopoly. Het hoofdkantoor is gevestigd in Pawtucket (Rhode Island).

## Geschiedenis
Hasbro, Inc. is de moedermaatschappij van meerdere dochtermaatschappijen.
De ontwikkelde en gefabriceerde spel- en speelgoedproducten behouden hun merkidentiteit door deze onder de (merk)namen van de dochtermaatschappijen op de markt te brengen, wat een belangrijk aspect vormt bij het promotie- en marketingbeleid.
Enkele van Hasbro's dochtermaatschappijen:
- Entertainment One
- Milton Bradley (merknaam MB)
- Parker Brothers
- Playskool
- Tiger Electronics
- Tonka

In de jaren 1990 produceerde Hasbro via zijn dochtermaatschappij Hasbro Interactive diverse computerspellen voor diverse computerplatformen. Inmiddels is deze divisie opgedoekt. Tegenwoordig licenseert Hasbro zijn merknamen en spelconcepten aan externe computerspelontwikkelaars die vervolgens computerspellen ontwikkelen gebaseerd op de spelconcepten van Hasbro.
In 2015 nam het Belgische bedrijf Cartamundi twee bordspellenfabrieken van Hasbro over. De samenwerking zette zich voort toen Hasbro in 2017 besliste om ook de Play-Doh-klei door Cartamundi te laten maken.
In 2020 ontstond er ophef door de verkoop van poppen met een knop ter hoogte van de geslachtsdelen, welke bij een aanraking orgastische geluiden opwekte bij de pop. Na verontwaardiging op diverse social media en een petitie heeft Hasbro de pop van de markt gehaald. De pop, Giggle and Sing Poppy genaamd, werd uitgebracht naar aanleiding van de film Trolls World Tour.
In augustus 2019 heeft Hasbro de koop van Entertainment One (eOne), inclusief de Peppa Pig franchise, aangekondigd. Hasbro had een bod uitgebracht van US$ 3,8 miljard. In december 2019 werd de transactie afgerond. De koop was geen succes, in 2023 schreef Hasbro al US$ 1,2 miljard op de goodwill betaald voor eOne. Op 27 december 2023 werd OneFilm en TV verkocht aan Lionsgate voor ongeveer US$ 375 miljoen.

## Activiteiten
Hasbro is een spel- en speelgoedfabrikant en richt zich met verschillende merknamen op meerdere doelgroepen en leeftijden. Noord-Amerika is veruit de grootste afzetmarkt en de twee allergrootste klanten van Hasbro zijn WalMart en Amazon.com, deze twee nemen samen een kwart van de omzet voor hun rekening. Hasbro heeft de productie uitbesteed, aan onafhankelijke partijen in de Verenigden Staten, maar nog meer komt uit Aziatische landen zoals de Volksrepubliek China, Vietnam en India. 
Bekende merken zijn onder meer:

### Speelgoed
- Cabbage Patch Kids (1989-1994)
- G.I. Joe
- Jem and the Holograms
- Mr. Potato Head
- My Little Pony
- Play-Doh
- Pokémon
- Spirograph
- Star Wars
- Tinkertoys
- Transformers
- Furby
- Nerf
- Lolobal

### Bordspellen
Hasbro is de grootste producent van bordspellen ter wereld en brengt deze op de markt via diverse dochterbedrijven als Parker Brothers en Milton Bradley (MB). Bekende bordspellen zijn:
- Cluedo
- Dungeons and Dragons
- Levensweg
- Magic: The Gathering

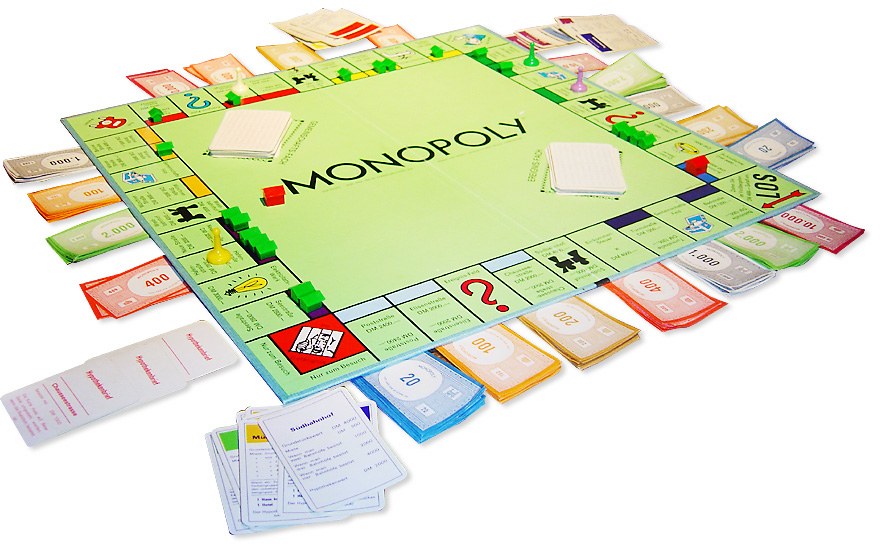
Monopoly

- Monopoly (het meest verkochte bordspel ter wereld volgens het Guinness Book of World Records)
- Ongelukslaan 13
- Pictionary
- Risk
- Scrabble
- Trivial Pursuit
- Vier op 'n rij
- Pac-Man
- Zeeslag

Hasbro produceert verschillende spelvarianten van haar bordspellen. Zo is er bijvoorbeeld naast de oorspronkelijke versie van Scrabble ook een "Scrabble Deluxe Editie", "Scrabble Deluxe Reis Editie" en "Scrabble Junior".
Hasbro brengt ook denksportspellen op de markt, zoals:
- Bop It
- Jenga